# Egon Jensen
Egon Carlo Larsen Jensen (* 14. März 1922 in Slagelse, Region Sjælland; † 4. Februar 1985) war ein dänischer Politiker der Socialdemokraterne, der unter anderem zwischen 1960 und seinem Tode 1985 Mitglied des Folketing. Er fungierte zudem 1971 bis 1973 und erneut zwischen 1975 und 1978 als Innenminister sowie von 1978 bis 1979 als Kirchenminister.

## Leben

### Berufliche Laufbahn und Kommunalpolitiker
Egon Carlo Larsen Jensen, Sohn des Brennereiarbeiters Albert Thorvald Jensen (1898–1973) und dessen Ehefrau Carla Jensen (1899–1971), besuchte nach der Folkeskole und der Mittelschule zwischen 1938 und 1941 die Handelsschule und absolvierte eine Ausbildung zum Büroangestellten. Daneben begann er sein politisches Engagement für die Sozialdemokratische Partei (Socialdemokraterne) in deren Jugendorganisation DSU (Danmarks Socialdemokratiske Ungdom) und war zwischen 1937 und 1945 zunächst DSU-Vorsitzender in Slagelse. Nach einer kurzen Tätigkeit in der Privatwirtschaft wurde er 1942 Mitarbeiter der Kommunalverwaltung seiner Geburtsstadt Slagelse. Er war ferner zwischen 1944 und 1950 Kreisvorsitzender der DSU von Slagelse Kommune sowie zudem von 1949 bis 1950 Vorstandsmitglied der Jugendherberge von Slagelse. 1950 wechselte er als Kommunalassistent in die Steuerinspektion von Slagelse Kommune und war dort für Vermögens- und Personenbesteuerung zuständig. 1954 wurde er für die Sozialdemokraten erstmals zum Mitglied des Stadtrates von Slagelse gewählt, dem er bis 1971 angehörte, und fungierte außerdem seit 1955 auch als Vorsitzender des dortigen Ortsvereins der Socialdemokraterne.

### Abgeordneter, Bürgermeister und Minister
Am 15. November 1960 wurde Jensen für die Socialdemokraterne erstmals Mitglied im Folketing, dem Parlament Dänemarks, und vertrat dort bis zum 21. September 1971 zunächst den Wahlkreis Sorø Amtskreds sowie anschließend zwischen dem 21. September 1971 und seinem Tode am 4. Februar 1985 den Wahlkreis Vestsjællands Amtskreds. Er engagierte sich zwischen 1961 und 1971 als Vorsitzender des (Fredningsankenævnet for øerne), des Natur- und Umweltschutzausschusses für die dänischen Inseln und war während seiner Parlamentszugehörigkeit unter anderem von 1966 bis 1971 Mitglied des Ausschusses für Zusatzrenten, zwischen 1966 und 1968 Mitglied des Finanzausschusses sowie von 1966 bis 1971 Mitglied des Ausschusses für Sonderzulagen. Daneben engagierte er sich weiter in der Kommunalpolitik und war von 1966 bis 1970 zunächst Vize-Bürgermeister sowie zwischen Februar und April 1960 Bürgermeister von Slagelse. Darüber hinaus fungierte er von 1970 bis 1971 als Erster Vize-Bürgermeister von Vestsjællands Amt, das am 1. April 1970 neu geschaffene Amt, das den westlichen Teil der Insel Seeland umfasst.
Am 11. Oktober 1971 übernahm Jensen in der Regierung Krag III das Amt als Innenminister (Indenrigsminister) und bekleidete dieses Ministeramt vom 5. Oktober 1972 bis zum 19. Dezember 1973 auch in der Regierung Jørgensen I. Er war danach von 1974 bis 1975 Vorsitzender des Kommunalausschusses (Folketingets kommunaludvalg). Das Amt als Innenminister übernahm er zwischen dem 13. Februar 1975 und dem 30. August 1978 auch in der Regierung Jørgensen II. Als Innenminister verfügte er über ein großes Fachwissen und war auch maßgeblich an der Gestaltung der allgemeinen Politik der Regierung in einer Reihe von Bereichen beteiligt und war eng mit Wirtschaftsminister Per Hækkerup verbunden, wobei er sich durch eine ausgewogene Toleranz gegenüber den vielen Angelegenheiten auszeichnete, die sich in mehreren Bereichen der beiden Ministerien ergaben. In den Jahren 1972/73 gab es viele Unruhen um den Ersatzdienst für Kriegsdienstverweigerer (Abbrennen von Lagern, Kriegsdienstverweigerer als Mitglieder von Schützenvereinen, Schwierigkeiten bei der Erlangung einer sinnvollen Beschäftigung), aber hier, wie auch in den Auseinandersetzungen um die Naturheilkunde, hatte er Erfolg bei der Schaffung von umsetzbaren Vereinbarungen. Dasselbe war bei den großen Rechnungsprüfungsproblemen in der Region Hovedstaden und im Zusammenhang mit dem Krankenhausbau in der Hauptstadtregion Anfang der 1970er Jahre der Fall. Zu den Problemen und heftigen Debatten um die öffentlichen und privaten personenbezogenen EDV-Register  legte er 1977 einen Gesetzesvorschlag vor, der 1978 umgesetzt wurde. Als Erweiterung davon kann man auch seinen Wahlkampf 1978 gegen die vielen unpolitischen Listen für die Kommunalwahlen sehen, die er als tatsächliche Gefahr für die Funktionsfähigkeit der Kommunaldemokratie anprangerte. Ihm gelang es allerdings nicht, das schwierige Problem der Verwaltung der Hauptstadtregion nach seinem eigenen Plan zu lösen.
Am 30. August 1978 übernahm Egon Jensen in der Regierung Jørgensen III das Amt als Kirchenminister (Kirkeminister) und bekleidete diesen Ministerposten bis zum 26. August 1979. Er war im Anschluss außerdem als Vertreter Dänemarks von 1979 bis zu seinem Tode 1985 Mitglied des Nordischen Rates.

### Privates
Egon Jensen war seit dem 1. Juni 1946 mit Henny Jørgensen (* 1923) verheiratet.